# 第4コンスタンティノポリス公会議
第4コンスタンティノポリス公会議（だい4コンスタンティノポリスこうかいぎ）は、869年10月5日から870年2月28日まで東ローマ帝国の首都コンスタンティノポリスで開催されたキリスト教の公会議。867年に罷免された前コンスタンティノポリス総主教のフォティオスを断罪。

## 経緯
公会議の直接の原因でありもっとも重要な議題はいわゆるフォティオス問題である。その遠因としては、東西教会における主教（司教）職についての解釈の違い、さらにはときの東ローマ帝国とコンスタンティノポリス教会の対立があげられる。東方教会では主教は信者によって選ばれるものであり、聖職にない信者が選任されることも遅くまで認められた。具体的には世俗信者の長である皇帝が、コンスタンティノポリス教会の長である総主教を指名するのである。いっぽう東ローマ帝国からの自治を得ており、教会が世俗行政組織も兼ねた西方教会では、早くに聖職者の組織化が進み、司教は高位聖職者として、聖職者の中からのみ任命されるものとみなされるようになった。
在俗の信徒であり高名な学者、そして高級官僚であったフォティオスは858年に皇帝ミカエル3世（在位:838年 - 867年）によってコンスタンティノポリス総主教に任命された。就任後、前任者イグナティオスとその支持者との対立に直面することになる。ローマ教皇はイグナティオスを支持し、フォティオスの主教就任資格およびその地位の正当性を疑問視した。フォティオスはこれにとりあわず、逆にローマ教皇を非難し、破門を宣言した。この対立には古代末期からあった、ローマ側の首位権の主張と、それを認めずたんに名誉上の上位のみを認めるコンスタンティノポリス教会の見解の相違がある。867年に帝位についたバシレイオス1世は、ローマ教会との関係改善を課題としており、フォティオス問題によってローマ側への歩み寄りを示そうと図った。バシレイオス1世は教皇ハドリアヌス2世とともに、この事態を収拾することを名目として公会議の召集を決定した。
足掛け2年に渡ったこの会議は最終的にフォティオスの排斥を決議した。さらに五大総主教のランク付けが明確化された。コンスタンティノポリスをローマに次ぐ地位に置き、アレクサンドリア、アンティオキア、エルサレムの順とした。
このフォティオスの排斥は東方正教会には受け入れられなかった。バシレイオス1世が期待したローマ側からの政治的譲歩がなかったこともあり、フォティオスは後に名誉回復され、コンスタンティノポリス総主教に復帰した。そのため、この公会議は東ローマ帝国の首都で行われたにも拘らず東方正教会側からは承認されず、以後の公会議もカトリック教会によってのみ承認され、東方正教会には承認されないことになる。
東西教会は長きに渡る政治的・文化的差異によって常に分裂の可能性を秘めていたが、最終的に1054年にローマ教皇レオ9世とコンスタンティノポリス総主教ミハイル1世ケルラリオスが互いに破門しあうかたちで東西教会は決定的に分裂することになる。ローマ教皇とコンスタンティノポリス総主教の和解は1965年のパウロ6世とアテナゴラス1世の和解まで1000年を待つことになる（但し、1054年のシスマが本当に「決定的な分裂」の年代として良いのかどうかには疑問もある・詳細は「東西教会の分裂」を参照）。